# خلیج بحرین (ناحیه)
خلیج بحرین (به عربی: خلیج البحرین) یک منطقه مسکونی و تجاری در بحرین است که در استان عاصمه واقع شده‌است. خلیج بحرین ۱۰۰ نفر جمعیت دارد و ۰ متر بالاتر از سطح دریا واقع شده‌است.